# Afganistan na Letnich Igrzyskach Olimpijskich 2024
Afganistan na Letnich Igrzyskach Olimpijskich 2024 – reprezentacja Afganistanu na Letnich Igrzyskach Olimpijskich 2024, rozgrywanych w dniach 26 lipca – 11 sierpnia 2024 roku w Paryżu, licząca 6 sportowców – 3 mężczyzn i 3 kobiety. Kraj jest reprezentowany na letnich igrzyskach po raz szesnasty.

## Skład

### Judo
| Zawodnik              | Konkurencja  | 1/32                | 1/16             | 1/8              | Ćwierćfinał      | Repasaże         | Półfinał         | Finał / 3. miejsce | Pozycja | Źródła |
| Zawodnik              | Konkurencja  | Przeciwnik Wynik    | Przeciwnik Wynik | Przeciwnik Wynik | Przeciwnik Wynik | Przeciwnik Wynik | Przeciwnik Wynik | Przeciwnik Wynik   | Pozycja | Źródła |
| --------------------- | ------------ | ------------------- | ---------------- | ---------------- | ---------------- | ---------------- | ---------------- | ------------------ | ------- | ------ |
| Mohammad Samim Faizad | do 81 kg (m) | Borchashvili P 0:11 | NQ               | NQ               | NQ               | NQ               | NQ               | NQ                 | DSQ     | [ 2 ]  |

### Kolarstwo szosowe
| Zawodniczka    | Konkurencja                    | Pozycja | Czas     | Źródła |
| -------------- | ------------------------------ | ------- | -------- | ------ |
| Fariba Hashimi | Wyścig ze startu wspólnego (k) | 75.     | 4:10,47  | [ 3 ]  |
| Yulduz Hashimi | Wyścig ze startu wspólnego (k) | DNF     | DNF      | [ 3 ]  |
| Yulduz Hashimi | Jazda indywidualna na czas (k) | 26.     | 44:29,13 | [ 4 ]  |

### Lekkoatletyka

#### Konkurencje biegowe
| Zawodnik              | Konkurencja | Preeliminacje | Preeliminacje | Eliminacje | Eliminacje | Półfinały | Półfinały | Finał | Finał   | Źródło |
| Zawodnik              | Konkurencja | Wynik         | Miejsce       | Wynik      | Miejsce    | Wynik     | Miejsce   | Wynik | Miejsce | Źródło |
| --------------------- | ----------- | ------------- | ------------- | ---------- | ---------- | --------- | --------- | ----- | ------- | ------ |
| Sha Mahmood Noor Zahi | 100 m (m)   | 10,64 ·       | 20.           | NQ         | NQ         | NQ        | NQ        | NQ    | NQ      | [ 5 ]  |
| Kimia Yousofi         | 100 m (k)   | 13,42         | 31.           | NQ         | NQ         | NQ        | NQ        | NQ    | NQ      | [ 6 ]  |

### Pływanie
| Zawodnik     | Konkurencja              | Eliminacje | Eliminacje | Półfinał | Półfinał | Finał | Finał   | Źródło |
| Zawodnik     | Konkurencja              | Czas       | Pozycja    | Czas     | Pozycja  | Czas  | Pozycja | Źródło |
| ------------ | ------------------------ | ---------- | ---------- | -------- | -------- | ----- | ------- | ------ |
| Fahim Anwari | 50 m stylem dowolnym (m) | 27,14      | 63.        | NQ       | NQ       | NQ    | NQ      | [ 7 ]  |